# Karate-Europameisterschaften 1995
Die 30. Karate-Europameisterschaften der European Karate Federation wurden vom 21. bis 23. Mai 1995  in Helsinki, Finnland ausgetragen.

## Medaillen Herren

### Einzel
| Kategorie     | Gold                 | Silber           | Bronze                              |
| ------------- | -------------------- | ---------------- | ----------------------------------- |
| Kata          | Michaël Milon        | Luis-María Sanz  | Pasquale Acri                       |
| Kumite –60 kg | Damien Dovy          | Hakan Yagli      | Patrik Eriksson David Luque Camacho |
| Kumite –65 kg | Alexandre Biamonti   | Dragan Leiler    | Bahattin Kandaz Daniele Simmi       |
| Kumite –70 kg | Massimiliano Oggianu | Reza Mohseni     | Michael Braun Harri Pakarinen       |
| Kumite –75 kg | Wayne Otto           | Gennaro Talarico | Ricardo Cedillo Aleksandr Zokov     |
| Kumite –80 kg | Davide Benetello     | Pascal Peeters   | Kim Waenerberg George Petermann     |
| Kumite +80 kg | Enver Idrizi         | Oscar Olivaresc  | Reto Kern Hans Roovers              |
| Kumite Open   | Christophe Pinna     | David Lanna      | Andrey Anikin Balázs Hecker         |

### Mannschaft
| Kategorie | Gold       | Silber  | Bronze           |
| --------- | ---------- | ------- | ---------------- |
| Kata      | Frankreich | Spanien | Italien          |
| Kumite    | Frankreich | England | Finnland Spanien |

## Medaillen Damen

### Einzel
| Kategorie     | Gold              | Silber             | Bronze                          |
| ------------- | ----------------- | ------------------ | ------------------------------- |
| Kata          | Marcela Remiášová | Schahrzad Mansouri | Cinzia Colajacomo               |
| Kumite –53 kg | Michela Nanni     | Jillian Toney      | Milica Aljinović Sari Laine     |
| Kumite –60 kg | Sonia Pallin      | Jillian Toney      | Carmen García Leya Gedik        |
| Kumite +60 kg | Taru Tuulijärvi   | Rosa Ortega        | Nurhan Firat Sophie Jean-Pierre |
| Kumite Open   | Sari Laine        | Rosa Ortega        | Patricia Duggin Nurhan Firat    |

### Mannschaft
| Kategorie | Gold     | Silber     | Bronze          |
| --------- | -------- | ---------- | --------------- |
| Kata      | Spanien  | Frankreich | Italien         |
| Kumite    | Finnland | Frankreich | Italien Spanien |

## Medaillenspiegel
| Platz | Land        | Gold | Silber | Bronze | Gesamt |
| ----- | ----------- | ---- | ------ | ------ | ------ |
| 1     | Frankreich  | 7    | 2      | 2      | 11     |
| 2     | Italien     | 3    | 2      | 6      | 11     |
| 3     | Finnland    | 3    | 0      | 4      | 7      |
| 4     | Spanien     | 1    | 5      | 5      | 11     |
| 5     | England     | 1    | 3      | 1      | 5      |
| 6     | Kroatien    | 1    | 0      | 1      | 2      |
| 7     | Slowakei    | 1    | 0      | 0      | 1      |
| 8     | Türkei      | 0    | 1      | 4      | 5      |
| 9     | Österreich  | 0    | 1      | 1      | 2      |
|       | Schweden    | 0    | 1      | 1      | 2      |
| 11    | Belgien     | 0    | 1      | 0      | 1      |
|       | Deutschland | 0    | 1      | 0      | 1      |
| 13    | Estland     | 0    | 0      | 1      | 1      |
|       | Ungarn      | 0    | 0      | 1      | 1      |
|       | Niederlande | 0    | 0      | 1      | 1      |
|       | Russland    | 0    | 0      | 1      | 1      |
|       | Schweiz     | 0    | 0      | 1      | 1      |
| Total | Total       | 17   | 17     | 30     | 64     |